# 航海鐘
航海鐘是在船上携带，通过天文导航确定船舶位置的精密计时器。它通过比较格林威治标准时间和天体观测找到当前位置的时间来确定经度。它在18世纪首次问世时是一项重大技术成就，当时在缺乏电子或通信辅助设备的情况下，在长途海上航行中确定时间对于有效导航至关重要。首个真正的航海鐘是约翰·哈里森历时31年不断实验和测试而成的毕生心血，这一发明彻底改变了航海（以及后来的航空）导航。